# آرثر كريستوفر بنسون
كان آرثر كريستوفر بنسون، عضو الجمعية الملكية للأدب، (24 أبريل 1862-17 يونيو 1925) كاتب مقالات، وشاعرًا، وأكاديميًا إنجليزيًا، وشغل منصب رئيس كلية المجدلية الثامن والعشرون بجامعة كامبريدج. كتب كلمات قصيدة التتويج لإدوارد إلجار، بما في ذلك كلمات الأغنية الوطنية «أرض الأمل والمجد» (1902). حظي نقده الأدبي وقصائده ومقالاته بتقدير كبير، واشتهر أيضًا بكونه مؤلفًا لقصص الأشباح.

## بداية حياته والأسرة

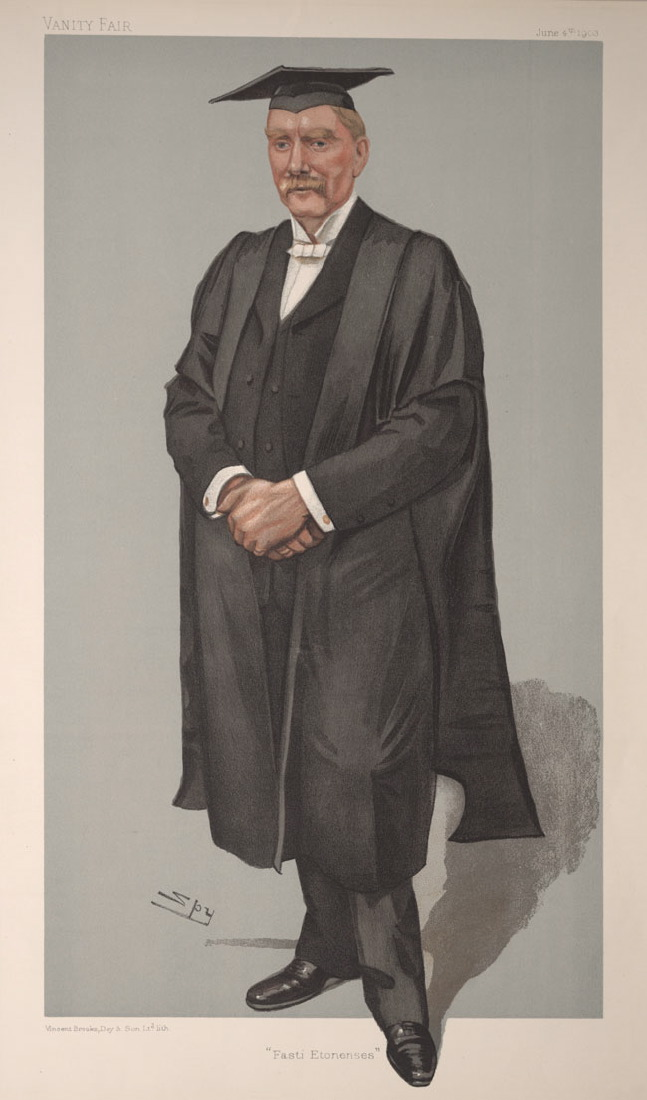
آرثر كريستوفر بنسون

وُلِدَ بنسون في 24 أبريل 1862 في كلية ويلينغتون، بيركشاير، وهو واحد من أبناء إدوارد وايت بنسون الستة (1829-1896)، والذي كان أول مدير للكلية، والذي أصبح فيما بعد رئيس أساقفة كانتربيري منذ عام 1883 حتى عام 1896. كانت والدته ماري سيدجويك بنسون أخت الفيلسوف هنري سيدجويك.
ضمت عائلة بنسون الأدبية إخوته إدوارد فريدريك بنسون، الذي اشتهر برواياته ماب ولوسيا، وروبرت هيو بنسون، الذي كان كاهن كنيسة إنجلترا قبل التحول إلى الكاثوليكية الرومانية، والذي كتب العديد من الروايات الشعبية. كانت أختهم مارغريت بنسون فنانة ومؤلفة وعالمة مصريات هاوية.
واجهت عائلة بنسون أوقاتًا مأساوية على الرغم من إنجازاتها الاستثنائية، فتوفي ابن وابنة في صغرهما، بينما عانت ابنة أخرى وآرثر نفسه من حالة عقلية يُحتمل أنها كانت اضطراب ثنائي القطب أو الذهان الهوسي الاكتئابي، الذي يبدو أنهما ورثاه عن والدهم، ولم يتزوج أي منهم.
أصبح آرثر أكاديميًا متميزًا ومؤلفًا غزير الإنتاج على الرغم من مرضه، فعاش في محيط الكاتدرائية بين سن العاشرة والحادية والعشرين. عاش أولًا في لينكن حيث كان والده مستشارًا لكاتدرائية لينكن، وفي ترورو حيث كان والده أول أسقف لترورو، واحتفظ بحبه لموسيقى الكنيسة وطقوسها.
حصل في عام 1874 على منحة دراسية إلى إيتون من مدرسة تمبل غروف، وهي مدرسة إعدادية في شرق شين. ذهب في عام 1881 إلى كلية الملك في كامبريدج، حيث كان باحثًا (كانت كلية الملك تقدم منحًا دراسية مغلقة لا يحق إلا للطلاب القادمين من مدرسة إيتون التقدم لها) وحصل على مرتبة الشرف من الدرجة الأولى في امتحان التخصصات الكلاسيكية في عام 1884.

## الحياة المهنية
عمل بنسون مدرّسًا في إيتون منذ عام 1885 حتى عام 1903، ولكنه عاد إلى كامبريدج في عام 1904 كزميل في كلية المجدلية لإلقاء محاضرة في الأدب الإنجليزي. أصبح رئيسًا للكلية (نائب المدير) في عام 1912، وكان مدير كلية المجدلية (رئيس الكلية) مذ ديسمبر 1915 حتى وفاته في عام 1925، وتولى رئاسة مدرسة غريشام منذ عام 1906.
شكّل بنسون التطور الحديث لكلية المجدلية، إذ كان محسّنًا سخيًا ترك بصمة ملحوظة على مظهر ساحات الكلية؛ فيظهر في ما لا يقل عن 20 نقشًا حول الكلية، وسُميت محكمة بنسون الجديدة باسمه في عام 1930.
عمل بنسون مع لورد إشر في تحرير مراسلات الملكة فيكتوريا التي ظهرت في عام 1907. كانت قصائده ومقالاته، مثل من نافذة الكلية ورسائل أبتون (مقالات على شكل رسائل) مشهورة في عصره؛ وترك وراءه واحدة من أطول المذكرات المكتوبة على الإطلاق، والتي تُقدر بحوالي أربعة ملايين كلمة. تعتبر انتقاداته الأدبية لدانتي غابرييل روزيتي وإدوارد فيتزجيرالد ووالتر بيتر وجون راسكن من بين أفضل أعماله.
كتب بنسون كلمات قصيدة التتويج، التي لحنها إدوارد إلجار لتتويج الملك إدوارد السابع والملكة ألكسندرا في عام 1902؛ وتحتوي على واحدة من أشهر الأغاني الوطنية في بريطانيا، وهي «أرض الأمل والمجد» كخاتمة لها.

## الوفاة
توفي إيه. سي. بنسون بسبب سكتة قلبية في كلية المجدلية، ودُفن في مقبرة سانت جايلز في كامبريدج.